# Hrvaške oborožene sile NDH
Hrvaške oborožene sile (izvirno hrvaško Hrvatske oružane snage) so bile oborožene sile Neodvisne države Hrvaške.

## Organizacija
Hrvaške oborožene sile so se delile na naslednje veje:
- Vojno letalstvo NDH (Zračne snage)
- Kopenska vojska NDH (Kopnena vojska)
- Vojna mornarica NDH (Hrvatska Mornarica)
- Ustaši

Nekatere vojaška enota so delovale pod neposrednim poveljstvom Wehrmachta izven Hrvaške in so bile tako sestavni del enot Wehrmachta. Najbolj znane so:
- hrvaška vojnoletalska legija (Hrvatska zrakoplovna legija)
- hrvaška pomorska legija (Hrvatska pomorska legija)
- hrvaška protiletalska legija (Hrvatska PZ Legija)
- 369. okrepljeni hrvaški pehotni polk (Verstarken Kroatischen Infanterie-Regiment 369)